# Uralstring

Den här artikeln handlar om en historisk teori.  För moderna teorier om abiogenes, se livets uppkomst.  
Uralstring, även kallad generatio æquivoca eller generatio spontanea, var en fram till mitten av 1800-talet spridd uppfattning om att vissa djur och andra organismer skulle uppstå ur död materia (abiogenes) som jord och vatten, eller exempelvis fluglarver ur ruttnande kött. Uralstring användes alltså för att förklara hur bakterier och djur till synes kunde växa fram från ingenting.
Louis Pasteur påvisade dock att protozoer och bakterier inte uppstår ur ett ”groddfritt” medium. Eliminerar man sporerna genom sterilisering, förblir ett medium fritt från organismer. Pasteurs undersökningar ledde till att teorin om uralstring slutligt övergavs.

## Antiken
Människor har sedan urminnes tid känt till att vissa djur och växter reproduceras genom sexuell fortplantning: djur föder ungar eller lägger ägg och växter sätter frö. I många andra fall var det emellertid inte alls lika tydligt hur reproduktionen gick till. Till exempel verkade grodor (som ju är landdjur) uppstå i dyiga vattensamlingar, och svampar spontant växa upp ur marken. Många insekter verkade också uppkomma utan att det fanns några ägg eller ungar som gav upphov till dem. På liknande sätt verkade mögel kunna uppstå i gammal mat, maskar i ostar, och fluglarver i ruttnande kött. Det här problemet dryftades redan under antiken, till exempel av Aristoteles, som antog att vissa arter kan uppstå på platser där de inte tidigare funnits genom uralstring.

## Från 1500-talet till 1700-talet
Eftersom uralstringsteorin verkade att ha ett starkt stöd i erfarenheten, omfattades den i början av nya tiden av både lekmän och lärda. Under senare delen av 1600-talet började emellertid många naturforskare ifrågasätta existensen av uralstring. Den mekanistiska naturforskningen som blivit tongivande under den här tiden utgick ifrån att naturen följde bestämda naturlagar och att slumpartade händelser som uralstring därför inte kunde vara möjliga. 
Genom uppfinningen av mikroskopet blev det möjligt att få syn på till exempel insektsägg, vilket bland annat visade att larverna i ruttnande kadaver inte uppkommer om inte fullvuxna flugor först kommit åt att lägga sina ägg i köttet. Noggranna försök utförda till exempel av Francesco Redi visade att insekter inte kan uppkomma från substrat som hållits fullständigt isolerade från omgivningen. Även i övrigt klarnade bilden av fortplantningsmekanismerna för exempelvis svampar och grodor. Med hjälp av mikroskop kunde Lazzaro Spallanzani också påvisa att mikroorganismer inte kunde föröka sig i ett hermetiskt slutet kärl där innehållet först hade upphettats.

## Uralstring i den tyska naturfilosofin
Teorin om uralstring fick en ny guldålder inom den tyska naturfilosofin under slutet av 1700-talet.

## Louis Pasteur
Lazzaro Spallanis experiment hade redan under 1700-talet visat att mikroorganismer inte kunde bildas i en steril miljö utan kontamination från omgivningen. Trots detta  ansåg många ännu under början av 1800-talet att mikroorganismer nog kunde uralstras. Exempelvis kunde man påvisa att till synes spontant jäsande vätskor, som druvjuice, innehöll många små jästceller, trots att ingen jäst hade tillsatts. Louis Pasteur lyckades dock i mitten av 1800-talet påvisa, att om man placerade juicen i ett glaskärl och först tillslöt det fullständigt och sedan hettade upp det, så kunde denna behållare förvaras i obestämd tid, utan att jäsning kom till stånd. Hans slutsats var, att det för jäsningen var nödvändigt med närvaron av någon slags jästsporer, som dock dödades vid upphettningen. Pasteurs undersökningar ledde både till att teorin om fortlöpande uralstring slutligt övergavs, och till en effektiv metod för livsmedelsbevarande, pastörisering.